# Mundolingua
Mundolingua est un musée situé dans le 6e arrondissement de Paris. Il a pour vocation de présenter au public des informations et des documents sur les langues, le langage et la linguistique.

## Histoire
Le projet de ce musée a été conçu en 2010 par Mark Oremland, un Néo-Zélandais qui a suivi des études de linguistique à l'université Paris V René Descartes, et qui souhaitait rendre ce domaine accessible au plus grand nombre. Le fonds documentaire et le contenu pédagogique ont été élaborés entre 2010 et 2013. Au cours de l'année 2013, une équipe d’artisans, de spécialistes de l’informatique, d’étudiants, d’universitaires et de traducteurs a travaillé à la réalisation du matériel pédagogique et à l'installation des différents espaces du musée,,.
Le musée a ouvert ses portes le 11 octobre 2013, inauguré par Jean-Pierre Lecoq, maire du  6e arrondissement.

## Collections
Organisé sur deux niveaux (rez-de-chaussée et sous-sol), le musée donne accès au fonds documentaire à travers des lectures sur écrans tactiles, des écoutes avec écouteurs, des jeux et des interactions avec des objets créés pour donner corps aux sujets traités,.

### Rez-de-chaussée

#### Le langage
La première salle présente des informations sur le langage en général : les spécificités du langage humain par rapport aux autres modes de communication humaine ou animale, la double articulation, l'appareil phonatoire,.
Parmi différents objets pédagogiques interactifs, on y trouve une « tête » sonore, représentation de l'appareil phonatoire sur laquelle le visiteur peut, en appuyant sur un caractère phonétique de son choix, déclencher l'émission du son correspondant et l'allumage simultané des zones sollicitées pour produire ce son.

#### L'acquisition de la parole et l'apprentissage des langues
La seconde salle est consacrée à l'acquisition de la parole (donc de la langue maternelle), à l'apprentissage des langues étrangères, et aux mécanismes cérébraux impliqués dans ces apprentissages.
On peut notamment y consulter, à l'aide d'écouteurs, des échantillons sonores provenant de 1000 à 2000 langues différentes.
On y trouve également des informations sur les troubles du langage (bégaiement ...).

### Sous-sol
Le sous-sol est une cave voûtée d'environ 100 m², divisée en trois parties.

#### Les langues du monde au passé et au présent
Cette salle est dédiée à la diversité des langues, à leurs évolutions et à leurs écritures,.
Au plafond, des arbres généalogiques en relief représentent l'état des connaissances sur la généalogie de chacune des grandes familles linguistiques (indo-européenne, amérindienne, altaïque, chamito-sémitique, austronésienne ...). On trouve également un globe terrestre montrant la répartition géographique de ces familles de langues.
Des documents visuels et sonores expliquent les différents mécanismes d'évolution des langues, leurs influences réciproques, ainsi que la notion de politique linguistique,.
On peut voir également dans cette salle un fac-similé de la Pierre de Rosette, fourni par le British Museum.
Un panneau tactile permet de lire un extrait en braille.

#### Jeux avec la langue
L'avant-dernière salle du musée est un espace ludique consacré aux codes, argots, humour, langues inventées, proverbes et autres jeux avec la langue.
Outre des documents visuels et sonores, on y trouve des jeux de société (scrabbles géants ...) en différentes langues, ainsi qu'une machine Enigma (machine de cryptage de la seconde guerre mondiale).

#### Histoire de la linguistique, nouvelles technologies
La cinquième et dernière salle est consacrée à l'histoire de la linguistique depuis les Grecs jusqu'à Chomsky, ainsi qu'aux nouvelles technologies ayant un rapport avec le langage, comme la traduction automatique et la reconnaissance vocale.
On y trouve notamment diverses machines ayant servi à la transmission ou à l'enregistrement du langage : télex, lecteur de microfiches, machine permettant d'écrire les signes de l'alphabet phonétique français.

## Activités
Le musée propose deux parcours de visite spécifiques pour les groupes scolaires, qui sont invités à répondre à des questionnaires, ainsi que des soirées à thèmes sous forme de conférences ou de débats,.